# Robert Witke
Robert Witke (ur. 28 czerwca 1967, zm. 6 września 2024) – polski skoczek narciarski, reprezentant klubu LKS Skrzyczne Szczyrk, medalista mistrzostw Polski w skokach narciarskich w 1990 roku.
Robert Witke zadebiutował w zawodach Pucharu Świata w skokach narciarskich w sezonie 1985/1986. W pięciu startach zajmował miejsca w 7. i 8. dziesiątce. Po raz kolejny w zawodach tej rangi wziął udział po 4 latach przerwy w Zakopanem, gdzie zajął najlepsze w karierze, 59. miejsce. W marcu 1990 zdobył brązowy medal indywidualnego konkursu mistrzostw Polski w skokach narciarskich na Średniej Krokwi w Zakopanem. Witke karierę sportową zakończył w 1991 roku.
Jego ojcem był Ryszard Witke, również skoczek narciarski.

## Mistrzostwa świata w lotach narciarskich
- Indywidualnie
  - 1986  Tauplitz/Bad Mitterndorf – 36. miejsce

## Mistrzostwa świata juniorów
- Indywidualnie
  - 1983  Kuopio – 48. miejsce
  - 1985  Täsch – 14. miejsce
- Drużynowo
  - 1985  Täsch – 7. miejsce

## Puchar Świata

### Miejsca w poszczególnych konkursach indywidualnychPucharu Świata
| Źródło                                                                                       | Źródło      | Źródło      | Źródło      | Źródło   | Źródło     | Źródło                 | Źródło                 | Źródło        | Źródło        | Źródło    | Źródło      | Źródło         | Źródło       | Źródło  | Źródło    | Źródło    | Źródło       | Źródło | Źródło    | Źródło       | Źródło    | Źródło  | Źródło  | Źródło  | Źródło | Źródło | Źródło | Źródło | Źródło | Źródło | Źródło | Źródło | Źródło | Źródło | Źródło | Źródło | Źródło | Źródło | Źródło | Źródło | Źródło | Źródło | Źródło | Źródło | Źródło | Źródło | Źródło | Źródło | Źródło |
| -------------------------------------------------------------------------------------------- | ----------- | ----------- | ----------- | -------- | ---------- | ---------------------- | ---------------------- | ------------- | ------------- | --------- | ----------- | -------------- | ------------ | ------- | --------- | --------- | ------------ | ------ | --------- | ------------ | --------- | ------- | ------- | ------- | ------ | ------ | ------ | ------ | ------ | ------ | ------ | ------ | ------ | ------ | ------ | ------ | ------ | ------ | ------ | ------ | ------ | ------ | ------ | ------ | ------ | ------ | ------ | ------ | ------ |
| Sezon 1985/1986                                                                              |             |             |             |          |            |                        |                        |               |               |           |             |                |              |         |           |           |              |        |           |              |           |         |         |         |        |        |        |        |        |        |        |        |        |        |        |        |        |        |        |        |        |        |        |        |        |        |        |        |        |
| Thunder Bay                                                                                  | Thunder Bay | Lake Placid | Lake Placid | Chamonix | Oberstdorf | Garmisch-Partenkirchen | Innsbruck              | Bischofshofen | Harrachov     | Liberec   | Klingenthal | Oberwiesenthal | Sapporo      | Sapporo | Vikersund | Vikersund | Sankt Moritz | Gstaad | Engelberg | Lahti        | Lahti     | Oslo    | Planica | Planica | punkty |        |        |        |        |        |        |        |        |        |        |        |        |        |        |        |        |        |        |        |        |        |        |        |        |
| -                                                                                            | -           | -           | -           | 70       | -          | -                      | -                      | -             | 69            | 66        | 74          | 66             | -            | -       | -         | -         | -            | -      | -         | -            | -         | -       | -       | -       | 0      |        |        |        |        |        |        |        |        |        |        |        |        |        |        |        |        |        |        |        |        |        |        |        |        |
| Sezon 1989/1990                                                                              |             |             |             |          |            |                        |                        |               |               |           |             |                |              |         |           |           |              |        |           |              |           |         |         |         |        |        |        |        |        |        |        |        |        |        |        |        |        |        |        |        |        |        |        |        |        |        |        |        |        |
| Thunder Bay                                                                                  | Thunder Bay | Lake Placid | Lake Placid | Sapporo  | Sapporo    | Oberstdorf             | Garmisch-Partenkirchen | Innsbruck     | Bischofshofen | Harrachov | Liberec     | Zakopane       | Sankt Moritz | Gstaad  | Engelberg | Predazzo  | Predazzo     | Lahti  | Lahti     | Örnsköldsvik | Sollefteå | Raufoss | Planica | Planica | punkty |        |        |        |        |        |        |        |        |        |        |        |        |        |        |        |        |        |        |        |        |        |        |        |        |
| -                                                                                            | -           | -           | -           | -        | -          | -                      | -                      | -             | -             | -         | -           | 59             | -            | -       | -         | -         | -            | -      | -         | -            | -         | -       | -       | -       | 0      |        |        |        |        |        |        |        |        |        |        |        |        |        |        |        |        |        |        |        |        |        |        |        |        |
| Legenda                                                                                      |             |             |             |          |            |                        |                        |               |               |           |             |                |              |         |           |           |              |        |           |              |           |         |         |         |        |        |        |        |        |        |        |        |        |        |        |        |        |        |        |        |        |        |        |        |        |        |        |        |        |
| 1 2 3 4-10 11-30 poniżej 30 q – zawodnik nie zakwalifikował się - – zawodnik nie wystartował |             |             |             |          |            |                        |                        |               |               |           |             |                |              |         |           |           |              |        |           |              |           |         |         |         |        |        |        |        |        |        |        |        |        |        |        |        |        |        |        |        |        |        |        |        |        |        |        |        |        |